# Crucișător greu

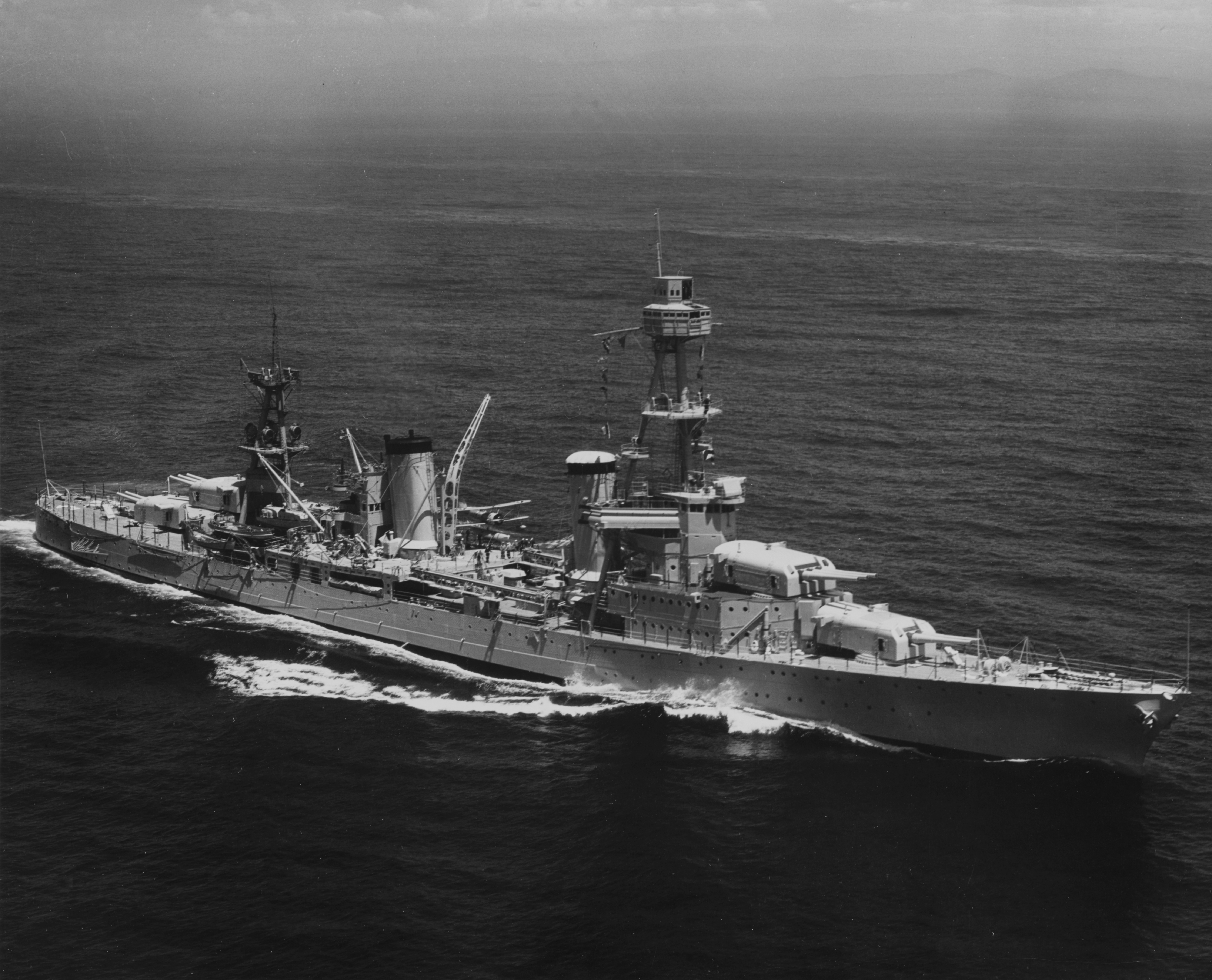
USS Pensacola (CA-24), (1929–1947), primul crucişător construit în conformitate cu Tratatul Naval de la Washington, cu un deplasament de max. 11.512 tone, 10 tunuri de 203mm.

Crucișător greu este denumirea uzuală din anii 1930 până la sfârșitul celui de-al Doilea Război Mondial pentru a desemna un crucișător,  având ca armă principală tunuri cu calibru peste 155mm, până la 203mm, conform Tratatului naval de la Londra (1930), un deplasament de peste 1.850 de tone engleze (de 1016 kg) și sub 10.000 de tone conform Tratatului de la Washington (1922).
Dacă distincția între crucișător greu și crucișător ușor a fost mult timp clar, apariția după 1935, a „crucișătoarelor ușoare mari", cu un deplasament de peste 10.000 de tone și înarmate cu zece-cincisprezece tunuri de 152 sau 155 mm, trăgând de la 8 până la 10 lovituri pe minut, cu un blindaj de peste 100 mm, a contribuit serios la apariția unor confuzii la această categorie de nave.
Rolul unui crucișător greu era de a acționa în recunoaștere, rapid pentru o flotă maritimă, și să protejeze nave comerciale proprii sau să scufunde nave comerciale inamice.
Crucișătoarele grele au apărut din anul 1915 până în 1945, precursorii lor fiind mai degrabă crucișătoarele ușoare proiectate în anii 1900 și anii 1910, decât crucișătoarele cuirasate înainte de 1905. Când crucișătorul cuirasat a fost înlocuit de crucișătorul de linie, s-a considerat că este nevoie un tip intermediar navă între aceasta și crucișătorul ușor, care să fie mai mare și mai puternic decât crucișătoarele ușoare, dar nu atât de mari și de costisitoare ca un crucișător de linie, care să poată fi produse în număr suficient de mare încât să apere navele comerciale și să participe la susținerea flotei în luptele navale.
Aceste tipuri de nave erau concepute pentru a profita de progresele în domeniul tehnologiei navale și design. În mod uzual erau propulsate de turbine cu aburi folosind combustibil petrolul și nu motoare cu pistoane cu aburi.